# Francisco Badaró
Francisco Badaró – miasto i gmina w Brazylii, w stanie Minas Gerais. Znajduje się w mikroregionie Capelinha.